# Warren McCulloch
Warren Sturgis McCulloch (16 novembre 1898 – 24 settembre 1969) è stato un neurofisiologo statunitense, noto per la sua attività sulle teorie sulla struttura del cervello ed i suoi contributi alla cibernetica.

## Biografia
Warren Sturgis McCulloch nacque ad Orange, nel New Jersey, nel 1898. Frequentò l'università di Haverford e successivamente studiò filosofia e psicologia a Yale, ove ricevette una laurea di primo livello nel 1921. Continuò negli studi di psicologia alla Columbia, a New York, ottenendo un master nel 1923. Dopo aver conseguito la laurea in Medicina nel 1927 presso il Collegio di Medicina e Chirurgia della Columbia, iniziò a lavorare al Bellevue Hospital, sempre a New York, prima di tornare all'università nel 1934.
Lavorò al Laboratorio di Neurofisiologia a Yale dal 1934 al 1941, prima di passare al Dipartimento di Psichiatria dell'Università dell'Illinois a Chicago. Dal 1952 lavorò presso il Massachusetts Institute of Technology a Cambridge, nel Massachusetts, poi ancora a Yale e più tardi all'Università di Chicago.
Fu membro fondatore dell'American Society for Cybernetics ed il suo secondo presidente nel biennio 1967–1968. Fu il mentore del pioniere della ricerca operativa in UK Stafford Beer.
McCulloch coltivò un numero ragguardevole di interessi. In aggiunta al suo lavoro scientifico, scrisse poesie, oltre a progettare e costruire degli edifici ed una diga nella sua azienda agricola ad Old Lyme, nel Connecticut.
Morì a Cambridge, nel Massachusetts, nel 1969.

## Attività
McCulloch viene ricordato per il suo lavoro con Joannes Gregorius Dusser de Barenne di Yale  e, più tardi, con Walter Pitts dell'Università di Chicago, col quale gettò le basi di una teoria della struttura del cervello in alcuni classici studi, tra i quali "A Logical Calculus of the Ideas Immanent in Nervous Activity" (1943) e "How We Know Universals:  The Perception of Auditory and Visual Forms" (1947), ambedue pubblicati nel Bulletin of Mathematical Biophysics dell'Università di Chicago. Il primo è "ritenuto un contributo fondamentale alla teoria delle reti neurali, alla teoria degli automi, alla teoria della computazione ed alla cibernetica".

### Modelli di reti neurali
Nell'articolo del 1943 McCulloch e Pitts cercarono di dimostrare che una macchina di Turing poteva essere realizzata con una rete finita di neuroni (nel caso in esame, la macchina di Turing "contiene" il modello di McCullouch e Pitts, ma il contrario non è vero), per dimostrare che il neurone era l'unità logica di base del cervello. Nell'articolo del 1947 svilupparono metodi di progetto di "reti nervose" in grado di riconoscere stimoli visivi rappresentanti la stessa forma nonostante cambiamenti di orientamento o dimensioni.
Dal 1952 lavorò al Research Laboratory of Electronics al MIT, in particolare sulla creazione di modelli basati su reti neurali. Il suo gruppo di lavoro esaminò il sistema visivo della rana sulla base dell'articolo del 1947, scoprendo che l'occhio fornisce al cervello informazioni che sono già, in qualche modo, organizzate ed interpretate, invece di trasmettere semplicemente un'immagine.

### Formazione reticolare
McCulloch inoltre ipotizzò l'esistenza di formazioni reticolari "poker chip" per spiegare come il cervello gestisca informazioni contraddittorie in una rete neurale democratica e somatotopica. Il suo principio di "Redundancy of Potential Command" fu sviluppato da von Forster e Pask nel loro studio sull'auto-organizzazione e da Pask nella sua Teoria della Conversazione and Teoria dell'Interazione e degli Attori.

## Pubblicazioni
McCulloch scrisse un libro e diversi articoli:
- W. McCulloch, W. Pitts, A Logical Calculus of Ideas Immanent in Nervous Activity, 1943, Bulletin of Mathematical Biophysics 5:115–133. Ripubblicato in Neurocomputing: Foundations of Research, a cura di James A. Anderson e Edward Rosenfeld. MIT Press, 1988. pp. 15–27.
- W. McCulloch, W. Pitts, On how we know universals: The perception of auditory and visual forms, 1947, Bulletin of Mathematical Biophysics 9:127–147.
- R. Howland, J. Lettvin, W. McCulloch, W. Pitts, P. D. Wall, Reflex inhibition by dorsal root interaction, 1955, Journal of Neurophysiology 18:1–17.
- P. D. Wall, W. McCulloch, J. Lettvin, W. Pitts, Effects of strychnine with special reference to spinal afferent fibres, 1955, Epilepsia Series 3, 4:29–40.
- J. Lettvin, Humberto Maturana, W. McCulloch, W. Pitts, What the Frog's Eye Tells the Frog's Brain, 1959, Proceedings of the Institute of Radio Engineers 47: 1940–1951.
- H. Maturana, J. Lettvin, W. McCulloch, W. Pitts, Anatomy and physiology of vision in the frog, 1960, Journal of General Physiology, 43:129—175.
- W. McCulloch, Embodiments of mind, MIT Press - Boston, 1965 - 2016, ultima edizione come e-book con prefazioni di J. Lettvin e M. Arbib e introduzione di Seymour Papert.
- The complete works of Warren S. McCulloch, Intersystems Publications, Salinas, CA, 1993
- Recollections of the Many Sources of Cybernetics, in ASC FORUM Volume VI, Number 2 -Summer 1974.

Opere pubblicate dal Chicago Literary Club:
- 1945, One Word After Another.
- 1959, The Past of a Delusion.
- 1959, The Natural Fit.